# سنجاب کوتوله آمریکای مرکزی
سنجاب کوتوله آمریکای مرکزی (نام علمی: Microsciurus alfari) نام یک گونه از سرده سنجاب کوتوله است.